# Văn Cao

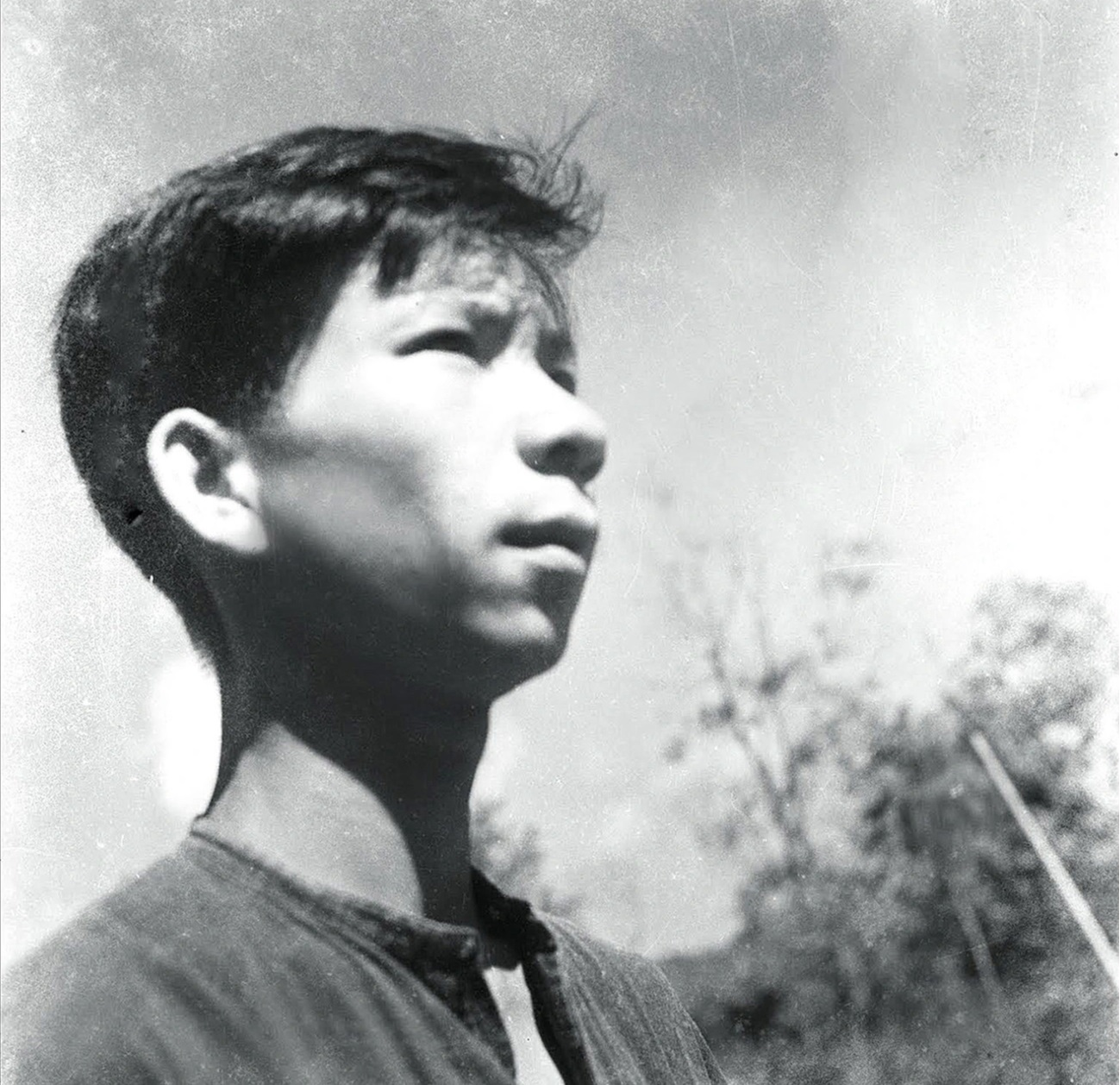
Văn Cao (1946/47)

Văn Cao (* 15. November 1923 in Hải Phòng; † 10. Juli 1995 in Hanoi) war ein vietnamesischer Komponist.
Er wurde als Nguyễn Văn Cao geboren. Er schrieb unter anderem die vietnamesische Nationalhymne Tiến Quân Ca („Marschiert an die Front“).
| Personendaten    | Personendaten                                             |
| ---------------- | --------------------------------------------------------- |
| NAME             | Văn Cao                                                   |
| ALTERNATIVNAMEN  | Nguyễn Văn Cao                                            |
| KURZBESCHREIBUNG | vietnamesischer Komponist der Nationalhymne seines Landes |
| GEBURTSDATUM     | 15. November 1923                                         |
| GEBURTSORT       | Hải Phòng                                                 |
| STERBEDATUM      | 10. Juli 1995                                             |
| STERBEORT        | Hanoi                                                     |